# Lijst van rijksmonumenten in Rumpt
De plaats Rumpt telt 13 inschrijvingen in het rijksmonumentenregister. Hieronder een overzicht.
| Object                                                           | Oorspronkelijke functie? | Bouwjaar                              | Architect | Locatie                              | Coördinaten?                  | Nr.?   | Afbeelding                                                  |
| ---------------------------------------------------------------- | ------------------------ | ------------------------------------- | --------- | ------------------------------------ | ----------------------------- | ------ | ----------------------------------------------------------- |
| Gepleisterd boerderijtje, met woonhuis onder rieten zadeldak     | Boerderij                | ca. 1800                              |           | Polderdijk 5                         | 51° 52' 40" NB, 5° 11' 39" OL | 16512  | Meer afbeeldingen                                           |
| Huys Agtermonde                                                  | Boerderij                | 17e eeuw (oorsprong) 19e eeuw (verb.) |           | Dorpsdijk 41                         | 51° 53' 7" NB, 5° 10' 40" OL  | 16513  | Meer afbeeldingen                                           |
| T-huis van het betuwse type                                      | Boerderij                | 1773 (ankers)                         |           | Middenstraat 15                      | 51° 52' 55" NB, 5° 10' 48" OL | 16514  | Meer afbeeldingen                                           |
| Hervormde Kerk                                                   | Kerk en kerkonderdeel    | eerste helft 15e eeuw                 |           | Middenstraat 43                      | 51° 53' 5" NB, 5° 10' 38" OL  | 16515  | Meer afbeeldingen                                           |
| Toren der Hervormde Kerk                                         | Kerk en kerkonderdeel    | ca. 1300                              |           | Middenstraat bij 43                  | 51° 53' 5" NB, 5° 10' 38" OL  | 16516  | Meer afbeeldingen                                           |
| Historisch sluisje met gemetselde overwelving naast polderdijk 5 | Waterkering en -doorlaat |                                       |           | Polderdijk bij 5                     | 51° 52' 40" NB, 5° 11' 40" OL | 16517  | Meer afbeeldingen                                           |
| Hardstenen veldkruis met wapen en opschrift                      | Gedenkteken              | 16e eeuw                              |           | Veldkruis in uiterwaard bij de Linge | 51° 53' 10" NB, 5° 10' 33" OL | 16518  | Hardstenen veldkruis met wapen en opschrift                 |
| Huize De Dreef: herenhuis                                        | Woonhuis                 | 1850-1900                             |           | Dorpsdijk 9                          | 51° 52' 54" NB, 5° 10' 54" OL | 523732 | Meer afbeeldingen                                           |
| Huize De Dreef: duiventoren                                      | Tuin, park en plantsoen  | 1850-1900                             |           | Dorpsdijk 9                          | 51° 52' 54" NB, 5° 10' 54" OL | 523733 | Meer afbeeldingen                                           |
| Pastorie met tuinmuur                                            | Kerkelijke dienstwoning  | 1890                                  |           | Middenstraat 45                      | 51° 53' 5" NB, 5° 10' 36" OL  | 523735 | Meer afbeeldingen                                           |
| Gietijzeren spijlenhek                                           | Erfscheiding             | 1890                                  |           | Middenstraat 45                      | 51° 53' 5" NB, 5° 10' 36" OL  | 523736 | Meer afbeeldingen                                           |
| R.K. kerk en pastorie: kerkgebouw                                | Kerk en kerkonderdeel    | 1851-1852                             |           | Schuttersteeg 2                      | 51° 53' 9" NB, 5° 10' 33" OL  | 523738 | Meer afbeeldingen                                           |
| R.K. kerk en pastorie: tuinmuren, kerkhofmuren en hekwerken      | Tuin, park en plantsoen  | 1851-1900                             |           | Schuttersteeg bij 2                  | 51° 53' 9" NB, 5° 10' 33" OL  | 523739 | R.K. kerk en pastorie: tuinmuren, kerkhofmuren en hekwerken |